# Senna Marittima
La Senna Marittima è un dipartimento francese della regione Normandia (Normandie). Prima del 1955 si chiamava Seine-Inférieure. Oltre al capoluogo Rouen, le principali città del dipartimento sono: Dieppe, Le Havre, Fécamp, Elbeuf, Eu, Bolbec e Yvetot.
Il territorio del dipartimento confina con i dipartimenti della Somme a nord-est, dell'Oise a sud-est e dell'Eure a sud. È bagnato dal Canale della Manica a nord-ovest. Il ponte di Normandia lo mette in comunicazione con il dipartimento del Calvados.

## Sport
Nel baseball il dipartimento è rappresentato nel massimo campionato francese, il Championnat de France de baseball, dal club Rouen Baseball 76, il quale ha all'attivo 9 titoli nazionali ed è stato per anni imbattuto dal 2005 in poi.